# Natan Korzeń
Natan Korzeń (ur. 17 kwietnia 1895 w Płocku, zm. 1941 w miejscu egzekucji w Ponarach) – polski malarz pochodzenia żydowskiego, związany z Warszawą, Płockiem i Kazimierzem Dolnym. Tworzył pejzaże, martwe matury, portrety i sceny rodzajowe. Ofiara Holocaustu.

## Życiorys
Odbył studia w Akademii Sztuk Pięknych w Warszawie pod kierunkiem prof. Tadeusza Pruszkowskiego i Stanisława Lentza. Osiadł w Warszawie, gdzie miał pracownię przy ul. Bielańskiej. Za sprawą prof. Pruszkowskiego często przebywał także w Kazimierzu Dolnym, gdzie również miał pracownię i której to miejscowości poświęcił część swoich dzieł. Utrzymywał stałe kontakty z rodzinnym Płockiem. Angażował się tam w wydarzenia publiczne, m.in. dzięki jego inicjatywie powstał Komitet Jubileuszowy dla uczczenia 700-lecia żydowskiego osadnictwa w Płocku. Należał do Klubu Artystycznego Płocczan.
Jego obrazy były wystawiane m.in. Warszawie, Krakowie, Łodzi, Płocku, we Lwowie i w Kazimierzu Dolnym. Indywidualne wystawy jego twórczości odbyły się w salonie Czesława Garlińskiego w Warszawie (lata 1931–1936) oraz w Żydowskim Towarzystwie Krzewienia Sztuk Pięknych.
Po 1 września 1939 wyjechał do Wilna. Uczestniczył tam w życiu kulturalnym. Był scenografem w Żydowskim Teatrze Narodowym. Znalazł się wileńskim getcie. W 1941 został zamordowany w Ponarach.
Część jego dzieł została zniszczona w czasie II wojny światowej. Niektóre trafiły do kolekcji dr. Simchowicza w Tel Awiwie.
W 2018 do zbiorów Muzeum Historii Żydów Polskich Polin włączono jego obraz Kazimierzanka z 1931. W ostatnich latach w obrocie handlowym znalazł się m.in. obraz Pejzaż z domami.